# رابرت برلند
رابرت برلند (انگلیسی: Robert Berland؛ زادهٔ ۵ نوامبر ۱۹۶۱) جودوکار اهل ایالات متحده آمریکا بود.
وی در مسابقات کشوری و بین‌المللی در مجموع برندهٔ ۱ مدال نقره شده‌است.